# 高斯獎
卡尔·弗里德里希·高斯數學應用獎（Carl Friedrich Gauss Prize）是在國際數學家大會上，與菲爾茲獎和奈望林納獎一同頒發的獎項，表揚研究工作在數學外領域影響深遠的數學家。與另外兩個獎項不同，高斯獎不設年齡限制，因為研究工作的影響可能要很多年後才表現出來。這獎項以卡尔·弗里德里希·高斯命名，紀念他的研究在科學、工程和統計學的廣泛應用。獎項包括獎章和獎金。2006年的獎金金額為10,000欧元。獎金資助來自1998年德國柏林國際數學家大會的盈餘。
獎章正面為高斯的肖像，背面為一條曲線穿過圓形和正方形，代表高斯以最小二乘法算出穀神星的軌道。
第一屆高斯獎在2006年8月22日於西班牙馬德里國際數學家大會頒發，授予日本數學家伊藤清。

## 得獎者列表
| 颁奖年份 | 获奖人        | 参考资料 |
| -------- | ------------- | -------- |
| 2006年   | 伊藤清        | [ 1 ]    |
| 2010年   | 伊夫·梅耶尔   | [ 2 ]    |
| 2014年   | 斯坦利·奧舍   | [ 3 ]    |
| 2018年   | 戴维·多诺霍   | [ 4 ]    |
| 2022年   | 埃利奥特·利布 | [ 5 ]    |

## 外部連結
- 國際數學家聯盟的高斯獎網頁